# Gianna D'Angelo
Gianna D'Angelo (Hartford, Connecticut, 18 de novembre de 1929 - 27 de desembre de 2013) fou una soprano de coloratura estatunidenca, que actuà principalment en els anys 1950 i 1960.
De nom de naixement Jane Angelovich va estudiar primer a la Juilliard School a Nova York amb Giuseppe de Luca. A principis de la dècada de 1950 es va traslladar a Venècia, Itàlia, on es va convertir en deixeble de Toti Dal Monte, qui també li va aconsellar que italianitzés el seu nom.
Va fer el seu debut el 1954 a les termes de Caracal·la de Roma com Gilda a Rigoletto, un paper que romandria un dels seus èxits més grans durant la seva carrera. Se la convidà ràpidament a totes les principals òperes d'Itàlia, Nàpols, Florència, Bolonya, Trieste, Parma, Milà, etc. També feia aparicions a l'Òpera de París i al Festival de Glyndebourne com Rosina a Il barbiere di Siviglia al Festival d'Edimburg com Norina a Don Pasquale.
Feia el seu debut americà a l'Òpera de San Francisco, el març de 1959, amb el paper titular de Lucia di Lammermoor (amb Giuseppe Campora i Norman Treigle). Debutà a l'Òpera Metropolitana a Nova York, el 5 d'abril de 1961 com a Gilda a Rigoletto (amb Robert Merrill), hi romania durant vuit temporades, apareixent en papers com: Lucia, Amina, Rosina, Norina, Zerbinetta o la Reina de la Nit. També apareixia a Filadèlfia, Houston, Nova Orleans, etc.

## Liceu de Barcelona
Al Liceu de Barcelona va debutar la temporada 1957-1958 amb Rigoletto al costat del tenor Gianni Poggi, òpera que va repetir l'any següent al costat d'Alfredo Kraus, en el debut del tenor al Liceu del 6 de desembre de 1958. Posteriorment també hi cantaria fins a la temporada 1965-1966 Il barbiere di Siviglia, Lucia di Lammermoor i La sonnambula.